# Charles "Haywire" Patoshik
Charles «Haywire» Patoshik interpretat de Silas Weir Mitchell, este un personaj din serialul de televiziune Prison Break difuzat de Fox.